# Zenodochium
Zenodochium is een geslacht van vlinders van de familie spaandermotten (Blastobasidae).

## Soorten
- Z. monopetali Walsingham, 1908
- Z. polyphagum Walsingham, 1908
- Z. sostra Walsingham, 1910
- Z. xylophagum Walsingham, 1908